# Joshua Kitolano
Joshua Gaston Kitolano, né le 3 août 2001, est un footballeur norvégien qui évolue au poste de milieu de terrain en Eredivisie avec le club du Sparta Rotterdam.

## Biographie

### En club
Il inscrit son premier but en Eliteserien le 12 mai 2019, lors de la 7e journée de championnat, à l'occasion d'un déplacement sur la pelouse de Tromsø (victoire 1-2).

### En équipe nationale
Avec l'équipe de Norvège des moins de 16 ans, il inscrit un but contre la Suisse en octobre 2016 (victoire 2-5), puis un but contre l'Ukraine en avril 2017 (victoire 3-4).
Par la suite, avec les des moins de 17 ans, il marque un but en amical contre l'équipe de Suède en février 2018 (victoire 4-0). Il inscrit ensuite en mars 2018 un but contre l'Allemagne, lors des éliminatoires du championnat d'Europe (score : 2-2). En mai 2018, il dispute la phase finale du championnat d'Europe de la catégorie organisée en Angleterre. Lors de cette compétition, il joue quatre matchs. Il se met en évidence lors du dernier match de poule contre la Slovénie, en délivrant deux passes décisives. La Norvège s'incline en quart de finale face au pays organisateur.
Avec les moins de 19 ans, il participe au championnat d'Europe des moins de 19 ans en 2019. Lors de cette compétition qui se déroule en Arménie, il joue trois matchs. Avec un bilan de deux matchs nuls et une défaite, la Norvège ne parvient pas à dépasser le premier tour.

## Vie privée
Kitolano, qui a sept frères et sœurs, quitte la RDC pour rejoindre la Norvège en octobre 2005. Parmi eux se trouvent deux sœurs qui sont également des espoirs du foot féminin, ses sœurs cadettes Nema et Anne. Le frère aîné de Kitolano, John, joue pour le club de première division Wolverhampton, tandis que son frère aîné, Eric, joue en faveur de l'Ull / Kisa.